# Söderhamns valkrets
Söderhamns valkrets var en egen valkrets med ett mandat i andra kammaren från extravalet 1887 till valet 1908. Valkretsen, som omfattade Söderhamns stad (men inte den omgivande landsbygden, som tillhörde Sydöstra Hälsinglands domsagas valkrets), avskaffades vid införandet av proportionellt valsystem i valet 1911 och uppgick i Hälsinglands södra valkrets.

## Riksdagsmän
- Frans Berglöf (höstriksdagen 1887)
- Frithiof Schöning (1888–4/6 1893)
- Oswald Wikström (1894–1896)
- Julius Centerwall, vilde 1897–1899, lib s 1900–1908 (1897–1908)
- Bernt Wilson, lib s  (1909–1911)

## Valresultat

### 1896
| Andrakammarvalet i Sverige 1896: Söderhamns valkrets | Andrakammarvalet i Sverige 1896: Söderhamns valkrets | Andrakammarvalet i Sverige 1896: Söderhamns valkrets | Andrakammarvalet i Sverige 1896: Söderhamns valkrets | Andrakammarvalet i Sverige 1896: Söderhamns valkrets |
| Kandidat                                             | Kandidat                                             | Röster                                               | Röster                                               | Röster                                               |
| Kandidat                                             | Kandidat                                             | Antal                                                | %                                                    | +− %                                                 |
| ---------------------------------------------------- | ---------------------------------------------------- | ---------------------------------------------------- | ---------------------------------------------------- | ---------------------------------------------------- |
|                                                      | Julius Centerwall                                    | 308                                                  | 67,5                                                 |                                                      |
|                                                      | Fridlef Afzelius                                     | 73                                                   | 16,0                                                 |                                                      |
|                                                      | Övriga kandidater                                    | 75                                                   | 16,5                                                 | —                                                    |
| Antal giltiga röster                                 | Antal giltiga röster                                 | 456                                                  |                                                      |                                                      |
| Kasserade röster                                     | Kasserade röster                                     | 0                                                    |                                                      |                                                      |
| Totalt                                               | Totalt                                               | 456                                                  |                                                      |                                                      |

Valdeltagandet var 70,6%.

### 1899
| Andrakammarvalet i Sverige 1899: Söderhamns valkrets | Andrakammarvalet i Sverige 1899: Söderhamns valkrets | Andrakammarvalet i Sverige 1899: Söderhamns valkrets | Andrakammarvalet i Sverige 1899: Söderhamns valkrets | Andrakammarvalet i Sverige 1899: Söderhamns valkrets |
| Kandidat                                             | Kandidat                                             | Röster                                               | Röster                                               | Röster                                               |
| Kandidat                                             | Kandidat                                             | Antal                                                | %                                                    | +− %                                                 |
| ---------------------------------------------------- | ---------------------------------------------------- | ---------------------------------------------------- | ---------------------------------------------------- | ---------------------------------------------------- |
|                                                      | Julius Centerwall                                    | 366                                                  | 59,6                                                 | ▼7,9                                                 |
|                                                      | Alexis Björkman                                      | 216                                                  | 35,2                                                 |                                                      |
|                                                      | Övriga kandidater                                    | 32                                                   | 5,2                                                  | —                                                    |
| Antal giltiga röster                                 | Antal giltiga röster                                 | 614                                                  |                                                      |                                                      |
| Kasserade röster                                     | Kasserade röster                                     | 1                                                    |                                                      |                                                      |
| Totalt                                               | Totalt                                               | 615                                                  |                                                      |                                                      |

Valet ägde rum den 16 september 1899. Valdeltagandet var 75,1%.

### 1902
| Andrakammarvalet i Sverige 1902: Söderhamns valkrets | Andrakammarvalet i Sverige 1902: Söderhamns valkrets | Andrakammarvalet i Sverige 1902: Söderhamns valkrets | Andrakammarvalet i Sverige 1902: Söderhamns valkrets | Andrakammarvalet i Sverige 1902: Söderhamns valkrets |
| Kandidat                                             | Kandidat                                             | Röster                                               | Röster                                               | Röster                                               |
| Kandidat                                             | Kandidat                                             | Antal                                                | %                                                    | +− %                                                 |
| ---------------------------------------------------- | ---------------------------------------------------- | ---------------------------------------------------- | ---------------------------------------------------- | ---------------------------------------------------- |
|                                                      | Alexis Björkman                                      | 423                                                  | 50,1                                                 |                                                      |
|                                                      | Julius Centerwall                                    | 422                                                  | 49,9                                                 |                                                      |
| Antal giltiga röster                                 | Antal giltiga röster                                 | 845                                                  |                                                      |                                                      |
| Kasserade röster                                     | Kasserade röster                                     | 0                                                    |                                                      |                                                      |
| Totalt                                               | Totalt                                               | 845                                                  |                                                      |                                                      |

| Andrakammarvalet i Sverige 1902: Söderhamns valkrets | Andrakammarvalet i Sverige 1902: Söderhamns valkrets | Andrakammarvalet i Sverige 1902: Söderhamns valkrets | Andrakammarvalet i Sverige 1902: Söderhamns valkrets | Andrakammarvalet i Sverige 1902: Söderhamns valkrets |
| Kandidat                                             | Kandidat                                             | Röster                                               | Röster                                               | Röster                                               |
| Kandidat                                             | Kandidat                                             | Antal                                                | %                                                    | +− %                                                 |
| ---------------------------------------------------- | ---------------------------------------------------- | ---------------------------------------------------- | ---------------------------------------------------- | ---------------------------------------------------- |
|                                                      | Julius Centerwall                                    | 583                                                  | 54,2                                                 |                                                      |
|                                                      | Alexis Björkman                                      | 492                                                  | 45,7                                                 |                                                      |
|                                                      | Övriga kandidater                                    | 1                                                    | 0,1                                                  | —                                                    |
| Antal giltiga röster                                 | Antal giltiga röster                                 | 1 076                                                |                                                      |                                                      |
| Kasserade röster                                     | Kasserade röster                                     | 2                                                    |                                                      |                                                      |
| Totalt                                               | Totalt                                               | 1 078                                                |                                                      |                                                      |

Valet ägde rum den 27 september 1902. Valdeltagandet var 82,9%. Det valet hävdes dock på grund av det jämna utfallet med omval den 6 december 1902. I det senare valet deltog 81,5% av de röstberättigade.

### 1905
| Andrakammarvalet i Sverige 1905: Söderhamns valkrets | Andrakammarvalet i Sverige 1905: Söderhamns valkrets | Andrakammarvalet i Sverige 1905: Söderhamns valkrets | Andrakammarvalet i Sverige 1905: Söderhamns valkrets | Andrakammarvalet i Sverige 1905: Söderhamns valkrets |
| Kandidat                                             | Kandidat                                             | Röster                                               | Röster                                               | Röster                                               |
| Kandidat                                             | Kandidat                                             | Antal                                                | %                                                    | +− %                                                 |
| ---------------------------------------------------- | ---------------------------------------------------- | ---------------------------------------------------- | ---------------------------------------------------- | ---------------------------------------------------- |
|                                                      | Julius Centerwall                                    | 581                                                  | 78,4                                                 |                                                      |
|                                                      | Lars Erik Röstlund                                   | 160                                                  | 21,6                                                 |                                                      |
| Antal giltiga röster                                 | Antal giltiga röster                                 | 741                                                  |                                                      |                                                      |
| Kasserade röster                                     | Kasserade röster                                     | 5                                                    |                                                      |                                                      |
| Totalt                                               | Totalt                                               | 746                                                  |                                                      |                                                      |

Valet ägde rum den 23 september 1905. Valdeltagandet var 74,9%.

### 1908
| Andrakammarvalet i Sverige 1908: Söderhamns valkrets | Andrakammarvalet i Sverige 1908: Söderhamns valkrets | Andrakammarvalet i Sverige 1908: Söderhamns valkrets | Andrakammarvalet i Sverige 1908: Söderhamns valkrets | Andrakammarvalet i Sverige 1908: Söderhamns valkrets |
| Kandidat                                             | Kandidat                                             | Röster                                               | Röster                                               | Röster                                               |
| Kandidat                                             | Kandidat                                             | Antal                                                | %                                                    | +− %                                                 |
| ---------------------------------------------------- | ---------------------------------------------------- | ---------------------------------------------------- | ---------------------------------------------------- | ---------------------------------------------------- |
|                                                      | Bernt Wilson                                         | 624                                                  | 59,1                                                 |                                                      |
|                                                      | Volrath Tham (liberal)                               | 431                                                  | 40,9                                                 |                                                      |
| Antal giltiga röster                                 | Antal giltiga röster                                 | 1 055                                                |                                                      |                                                      |
| Kasserade röster                                     | Kasserade röster                                     | 1                                                    |                                                      |                                                      |
| Totalt                                               | Totalt                                               | 1 056                                                |                                                      |                                                      |

Valet ägde rum den 26 september 1908. Valdeltagandet var 86,2%.